# Kovács Gábor Művészeti Alapítvány
Kovács Gábor Művészeti Alapítvány (KGMA), székhely: Budapest, alapítva: 2003. Kuratóriumi tagok: Dr. Hegyi Lóránd, Dr. Tulassay Tivadar, Fertőszögi Péter, Tolcsvay Nagy László; a kuratórium elnöke: Fertőszögi Péter.

## Céljai

### Az alapítvány a következő célok szerint tevékenykedik
Az alapítvány céljai közé tartozik a magyar társadalom minél szélesebb rétegeit megismertetni a kortárs művészettel és az ebbe a körbe sorolható alkotók munkáival. Továbbá a 21. századi képzőművészet pénzbeli támogatása, ösztöndíjak kiírása, az alkotók munkájához szükséges anyagi feltételrendszer és a művek bemutatási lehetőségének megteremtése. Végül pedig a képzőművészet önzetlen támogatásának eszméjét pártoló magánszemélyek és gazdálkodó szervezetek minél szélesebb csoportjának kialakítása.

### Az alapítvány feladatai a fenti célok elérése érdekében
Kiállítások szervezése elsősorban magyar és közép-kelet európai alkotók műveiből itthon és külföldön; gyűjteményépítés, a gyűjtemény hazai és nemzetközi bemutatása; a képzőművészet népszerűsítése helyi és országos sajtóban; művészeti kiadványok kiadása; ösztöndíjak, pályázatok kiírása; fiatal képzőművészek pályakezdésének támogatása; művészettel kapcsolatos rendezvények szervezése, lebonyolítása. Ezen túlmenően minél több művészetpártoló támogató megnyerése, akik anyagilag is segítik céljainak megvalósítását, s hogy a KOGART Baráti Kört mint művészetek iránt érdeklődő értelmiségi közösséget, szellemi alkotóműhelyt fenntartsa.

## Története
Kovács Gábor bankár, üzletember, műgyűjtő és filantróp 2003. november 8-án 3 milliárd forintos alaptőkével alapította meg a Kovács Gábor Művészeti Alapítványt, amely nyilvános működését 2004. április 20-án, a KOGART Házban megnyitott első kiállításával kezdte meg.

## Tevékenysége

### Kiállítások
| Dátum                  | Cím |
| ---------------------- | --- |
| 2004.04.21–06.30.      | Új lapot nyitunk |
| 2004.04.24–12.23.      | Kedvenceim – válogatás Kovács Gábor magángyűjteményéből                                                             |
| 2004.06.29–08.25.      | FRISS |
| 2004.09.03–10.24.      | Péreli Zsuzsa retrospektív kiállítása                                                                               |
| 2004.11.03–11.28.      | Hencze Tamás festőművész kiállítása                                                                                 |
| 2004.12.03–12.23.      | KOGART Szalon 2004                                                                                                  |
| 2005.01.11–03.15.      | FMK – Azok a nyolcvanas évek                                                                                        |
| 2005.03.22–05.19.      | Fehér László válogatás                                                                                              |
| 2005.05.06–07.10.      | Id. Markó Károly és a magyar romantikus tájfestészet                                                                |
| 2005.05.19–06.26.      | Dennis Oppenheim |
| 2005.06.30–08.21.      | Necc |
| 2005.08.26–10.16.      | FRISS Európa 2005                                                                                                   |
| 2005.10.21–11.27.      | A látható kincs – Az MKB Bank képzőművészeti gyűjteményének kiállítása                                              |
| 2005.12.02–12.31.      | KOGART Szalon 2005 – Kortárs képzőművészeti kiállítás és vásár                                                      |
| 2006.01.06–03.12.      | Csernus Tibor retrospektív kiállítás                                                                                |
| 2006.03.17–05.14.      | "New York" – nemzetközi utazó fotókiállítás                                                                         |
| 2006.05.19–08.20.      | Kondor Béla festőművész emlékkiállítása                                                                             |
| 2006.08.25–10.08.      | FRISS Európa 2006                                                                                                   |
| 2006.10.13–12.01.      | Remekművek – Válogatás a Kovács Gábor Gyűjteményből                                                                 |
| 2006.12.05–2007.01.05. | Leger, Dubuffet, Warhol És Mások – Kalandozások a huszadik század művészetében                                      |
| 2006.12.14–2007.03.18. | Múzeum-Körút (Magyar Nemzeti Múzeum)                                                                                |
| 2007.01.19–03.09.      | Harasztÿ István (Édeske) és kortárs gyűjteménye                                                                     |
| 2007.03.14–07.21.      | A Művészet Arca – A Művészek Arca                                                                                   |
| 2007.07.27–09.16.      | FRISS Európa 2007                                                                                                   |
| 2007.09.10–09.12.      | Csernus Tibor Emlékkiállítás                                                                                        |
| 2007.09.21–11.25.      | Mesterem Szőnyi – Patay László és Szőnyi István emlékkiállítása                                                     |
| 2007.10.11–2007.11.10. | FRISS Európa 2007 (Bécs)                                                                                            |
| 2007.12.02–12.31.      | Mészöly Miklós–Polcz Alaine Gyűjtemény                                                                              |
| 2008.01.18–03.07.      | A magyar film 100 éve                                                                                               |
| 2008.03.15–07.27.      | A varázsló kertje – Gulácsy Lajos festőművész gyűjteményes kiállítása                                               |
| 2008.07.31–09.28.      | RE: FRISS 2004–2007                                                                                                 |
| 2008.10.03–11.23.      | Érték, Művészet, Mecenatúra                                                                                         |
| 2008.12.02–12.31.      | KOGART Kortárs Művészeti Gyűjtemény                                                                                 |
| 2009.01.15–03.25.      | Szalay Lajos grafikusművész gyűjteményes kiállítása                                                                 |
| 2009.04.03–08.02.      | Az Impresszionizmus Sodrában                                                                                        |
| 2009.08.07–09.20.      | FRISS 2009 |
| 2009.09.26–12.31.      | Csernus Tibor – Képek a Sulkowski-gyűjteményből                                                                     |
| 2010.03.02–03.28.      | KOGART Kortárs Művészeti Gyűjtemény                                                                                 |
| 2010.04.02–08.01.      | Szín, Fény, Ragyogás – Márffy Ödön (1878-1959) gyűjteményes kiállítása                                              |
| 2010.08.06–09.26.      | FRISS 2010 |
| 2010.10.01–2011.01.12. | Tömbök–Formák–Alakok – Boldi (Szmrecsányi Boldizsár) szobrászművész és Szurcsik József festőművész közös kiállítása |
| 2011.01.21–02.27.      | Promenade Project Budapest – Helyi érték a kortárs képzőművészetben                                                 |
| 2011.03.04–03.27.      | KOGART Kortárs Művészeti Gyűjtemény                                                                                 |
| 2011.04.02–07.31.      | Fényhidakon át – Egry József gyűjteményes kiállítás                                                                 |
| 2011.08.05–09.18.      | FRISS 2011 |
| 2011.09.24–12.31.      | SAN FRANCISCÓTÓL WOODSTOCKIG – Az amerikai rockplakát aranykora 1965-1971                                           |
| 2012.01.13–02.26.      | James Ensor (1860-1949) – válogatás a KBC Bank Művészeti Gyűjteményéből                                             |
| 2012.01.13–02.26.      | Feldolgozás alatt – Grafikák a Csernus-hagyatékból                                                                  |
| 2012.03.02–04.15.      | SUGÁRÚT – Kocsis Imre festőművész gyűjteményes kiállítása                                                           |
| 2012.04.20–08.20.      | TIHANYI LAJOS – egy bohém festő Budapesten, Berlinben és Párizsban                                                  |

Külső helyszíneken:

| Dátum                  | Cím                                                                          | Helyszín                                                  |
| ---------------------- | ---------------------------------------------------------------------------- | --------------------------------------------------------- |
| 2007.04.21–06.21.      | Remekművek Orosházán – válogatás a Kovács Gábor Gyűjteményből                | Városi Képtár, Orosháza                                   |
| 2008.03.19–04.27.      | A Kovács Gábor Gyűjtemény Kecskeméten                                        | Erdei Ferenc Kulturális és Konferencia Központ, Kecskemét |
| 2008.07.24–09.19.      | Válogatás a magyar festészet remekeiből – a Kovács Gábor Gyűjtemény Szegeden | REÖK Palota, Szeged                                       |
| 2009.04.18–06.07.      | Szalay hazatér                                                               | Miskolci Galéria, Miskolc                                 |
| 2009.06.11–07.26.      | Válogatás a Kovács Gábor Gyűjteményből                                       | Miskolci Galéria Városi Művészeti Múzeum                  |
| 2009.07.15–09.20.      | Csernus Tibor festőművész kiállítása                                         | REÖK Palota, Szeged                                       |
| 2010.11.16–2011.02.28. | Spiritualitás a 20. századi magyar művészetben                               | Sopronbánfalvi Pálos-Karmelita Kolostor                   |
| 2011.04.13–08.07.      | Csontvárytól Kondorig – Modernista festészet a Kovács Gábor Gyűjteményben    | Városi Művészeti Múzeum, Győr                             |
| 2011.06.24–08.13.      | Kortárs magyar szobrászat a KOGART Kortárs Művészeti Gyűjteményben           | Művészetek Háza, Pozsony                                  |
| 2011.07.01–10.30.      | Gobelinavatás – Péreli Zsuzsa kiállítása                                     | Sopronbánfalvi Pálos-Karmelita Kolostor                   |
| 2011.11.30–2012.01.15. | Bencsik János: Divina Commedia                                               | Sopronbánfalvi Pálos-Karmelita Kolostor                   |

### Gyűjteményépítés
2008-ban kezdődött meg az Alapítvány kezdeményezésére a KOGART Kortárs Művészeti Gyűjtemény, azaz egy olyan kortárs gyűjtemény összeállítása, amely méltóképpen reprezentálja korunk magyar képzőművészetét. Magáncégek és a magyar állam hozzájárulásának köszönhetően a Szervező Bizottság öt éven keresztül minden évben mintegy száz darab műalkotást vásárol a 20. század második felétől napjainkig tartó időszakból.

## Kiadványai
Péreli Zsuzsa (2004)

Fehér László (2005)

Révész Tamás: New York-mappa (2006)

Kondor Béla (2006)

Múzeum-körút – Válogatás 150 év magyar festészetéből (2006)

A művészet arca – a művészek arca (2007)

KOGART Kortárs Művészeti Gyűjtemény 2008 (2008)

Szalay Lajos (2009)

Az impresszionizmus sodrában – Magyar festészet 1830-1920 (2009)

Csernus Tibor – képek a Sulkowski-gyűjteményből (2009)

KOGART Kortárs Művészeti Gyűjtemény 2009 (2010)

Spiritualitás a 20. századi magyar művészetben (2010)

KOGART Kortárs Művészeti Gyűjtemény 2010 (2011)

Promenade Project (2011)

San Franciscótól Woodstockig (2011)

Kocsis Imre Sugárútja (2012)